# Passaporto ucraino
Il passaporto ucraino (Паспорт громадянина України in ucraino) è un documento rilasciato dalla Ucraina ai propri cittadini come prova principale della loro cittadinanza ucraina. Ci sono due tipi di passaporto emessi dal Governo dell'Ucraina che sono comunemente noti come passaporto interno e passaporto internazionale. Un passaporto interno è utilizzato come documento di identificazione primaria dei cittadini ucraini all'interno dell'Ucraina. Un passaporto internazionale viene utilizzato per i viaggi internazionali.

## Passaporto internazionale
Il passaporto internazionale ucraino ha la copertina di colore blu con lo stemma nazionale al centro. In basso la scritta "PASSAPORTO" e "UCRAINA" in lingua ucraina (con caratteri cirillici) e in lingua inglese.
Nel passaporto biometrico (e-passport), rilasciato dal 1º gennaio 2013, compare anche l'apposito simbolo 
Le copertine dei passaporti internazionali emessi dagli anni novanta erano rossi, permettendo una facile distinzione visiva dai passaporti interni che erano già di colore blu. I passaporti sono rilasciati a richiesta e sono validi per 10 anni. È permesso avere più di un passaporto.
La legge ucraina permette il rilascio dei passaporti internazionali con 32 e 64 pagine, ma in pratica sono state prodotti solo i passaporti da 32 pagine.

## Passaporto interno
Il passaporto ucraino interno è il documento di identificazione all'interno del paese. I cittadini sono obbligati a farsi rilasciare il passaporto all'età di 16 e di esserne in possesso per tutta la vita. La copertina è di colore blu ed è molto simile all'attuale passaporto internazionale.
Le informazioni contenute nel passaporto interno includono il nome completo della persona (cognome, nome patronimico, nome), luogo e data di nascita, fotografia e firma del titolare, il nome del coniuge se sposati, i nomi dei figli a carico (di età inferiore ai 16 anni di età), l'ammissibilità militare, e l'indirizzo della registrazione. Il passaporto interno non ha data di scadenza. Le variazioni di stato civile, la registrazione militari e il luogo di residenza vengono successivamente registrate nel passaporto. Fotografie supplementari devono essere aggiunte all'età di 25 e 45 anni. Un nuovo passaporto interno può essere rilasciato se vi è un cambiamento di nome del titolare, solitamente a causa del matrimonio. Nuovi passaporti interni vengono emessi per usura significativa o rottura, o per furto o smarrimento.
Le informazioni contenute nel passaporto sono in lingua ucraina, fatta eccezione per il nome completo, data e luogo di nascita, e l'autorità di emissione, che sono riportati anche in russo.
Il passaporto interno non è valido al di fuori dell'Ucraina, fatta eccezione per i viaggi in Russia e Bielorussia. I cittadini ucraini per i viaggi internazionali necessitano del cosiddetto passaporto internazionale.
L'Ucraina aveva in programma di sostituire i passaporti interni con carte d'identità a partire dal 2008 ma la decisione è stata rinviata.